# Morwell River
Morwell River är ett vattendrag i Australien. Det ligger i delstaten Victoria, omkring 130 kilometer öster om delstatshuvudstaden Melbourne.
Runt Morwell River är det i huvudsak tätbebyggt. Runt Morwell River är det ganska tätbefolkat, med 65 invånare per kvadratkilometer. Genomsnittlig årsnederbörd är 1 343 millimeter. Den regnigaste månaden är juni, med i genomsnitt 189 mm nederbörd, och den torraste är januari, med 59 mm nederbörd.